# Gävle
Gävle, dříve také Geffle, je švédské město ležící v provincii Gävleborg, při ústí řeky Gävlean do moře v Botnickém zálivu. Je také správním centrem provincie. Mezi místní tradice patří stavění vánočního kozla ze slámy – Gävlebocken a jeho následné podpalování vandaly.

## Historie
První městská privilegia získalo město v roce 1446.

## Průmysl
Významný je průmysl papírenský.

## Partnerská města
- Næstved Kommune, Dánsko
- Rauma, Finsko
- Gjøvik, Norsko
- Jūrmala, Litva
- Galva (Illinois), USA
- Buffalo City, Jihoafrická republika
- Ču-chaj, Čína

## Rodáci
- Eric Åkerlund (* 1943), spisovatel a pedagog
- Nicklas Bäckström (* 1987), lední hokejista
- Alexandra Dahlström (* 1984), herečka
- Jon Fält (* 1979), jazzový hudebník
- Hans Ludvig Forssell (1843–1901), historik, publicista a politik
- Göran Fredrik Göransson (1819–1900), zakladatel firmy Sandvik
- Marcus Götz (* 1987), německo-švédský hokejista
- Joe Hill (1879–1915), vlastním jménem Joel Emmanuel Hägglund, odborář, aktivista a člen Industrial Workers of the World
- Richard Johansson (1882–1952), krasobruslař
- Lisa Karlström (* 1974), herečka
- Jacob Markström (* 1990), lední hokejista
- Eva Melander (* 1974), herečka
- Immanuel Nobel (1801–1872), podnikatel, otec Alfreda Nobela
- Jakob Silfverberg (* 1990), lední hokejista
- Per-Olof Serenius (* 1948), čtyřnásobný mistr světa na ledové plochá dráze
- Axel Tallberg (1860–1928), grafik
- Laura Valborg Aulin (1860–1928), skladatelka a klavíristka